# Billy the Kid
William H. Bonney (rojen kot William Henry McCarty, bolj znan kot Billy the Kid, pa tudi William Mayfield), ameriški revolveraš, * ok. 1860, † 14. julij 1881.
Sodeloval je v t. i. »vojni« v okrožju Lincoln v Novi Mehiki, ki se je odvijala med bogatimi rejci goveda in nekaterimi večjimi trgovci. Po legendi, je ubil enaindvajset moških, vendar je danes splošno sprejeto, da jih je dejansko ubil osem ali devet. Svojo prvo žrtev je ubil 17. avgusta 1877, star okoli 16 ali 17 let.
Visok je bil 173 cm, z modrimi očmi, blond ali umazano blond lasmi in gladke polti. Bil je opisan kot prijazen in čeden. Na glavi je nosil sombrero. Bil je zvit in spreten s strelnim orožjem. Vse to je prispevalo k njegovi paradoksalni sliki. Veljal je za ljudskega junaka.
Večino svojega življenja je bil razmeroma neznan, znan pa je postal, ko je, leta 1881 guverner Nove Mehike, Lew Wallace, razpisal tiralico nanj. Poleg tega sta Las Vegas Gazette in New York Sun začela pisati o njem, kot izobčencu in zločincu. Drugi časopisi so jima sledili. Šele po njegovi smrti so ga začeli predstavljati v malo boljši luči.
14. julija 1881 ga je ustrelil šerif Pat Garrett.